# Märta af Ekenstam
Märta af Ekenstam, född 3 maj 1880 i Malmö, död 4 augusti 1939 i Malmö under ett tillfälligt besök i Sverige, var en svensk formgivare, silversmed och ciselör.

## Biografi
Märta af Ekenstam var född i Malmö och växte upp som ett av många syskon i en adlig officersfamilj. Föräldrarna var ryttmästare Theodor af Ekenstam och Esther Ebba af Ekenstam. Hennes utbildning till ciselör och silversmed var både lång och internationell. Hon var elev i ciselering hos Sven Bengtsson i Lund och blev den första kvinna i Sverige som fick tillstånd att avlägga gesällprov 1909. Under perioden 1902–1905 arbetade och studerade Märta af Ekenstam bland annat i Nürnberg, Leipzig och Neapel. Som statsstipendiat fortsatte hon i München 1909–1913 och efter hemkomsten kom hon att etablera en egen verkstad i hemstaden Malmö, kallad Märta af Ekenstam Konsthantverk. 
Enligt hennes egen affärsskylt i driven koppar, som finns bevarad i Malmö museum, kallade hon sig själv för ”guldsmed”, men enligt inskriptionen producerades ”Konsthantverk i guld, silver, elfenben, koppar med mera”. Det betonas att det rör sig om ”originalarbeten”. Av bevarade signerade och stämplade arbeten kan man se en tydlig egen stil påverkad av jugend, ofta med en kombination av olika material, t.ex. silver och elfenben. I Malmö Museer finns hennes största bevarade verk, ett drygt 70 cm högt urfoder i silver med skurna elfenbensfigurer. Hon deltog i flera utställningar, bland annat Baltiska utställningen i Malmö 1914, Los Angeles 1937 samt i Paris och New York 1939. Utöver sin egen firma arbetade Märta af Ekenstam som lärare i slöjd och drev åren 1925–1927 Skånska Målarskolan. År 1929 gifte hon sig med direktören Carl Alfons Benjamin Jarmig och emigrerade till USA där hon bosatte sig i Pasadena utanför Los Angeles. Här lär hon ha fortsatt sin konstnärliga verksamhet. Märta af Ekenstam återvände dock till Malmö och avled där 1939. Hon är begraven på Sankt Pauli södra kyrkogård i Malmö.

## Pionjär inom silversmide
Inom silversmidet har det historiskt sett funnits många verksamma kvinnor, men nästan uteslutande som förvaltare av en död makes verkstad. Att änkor gavs denna rätt i en skråbunden verksamhet, som i övrigt helt dominerades av män, var en förutsättning för att verkstaden skulle kunna fortleva efter mästarens död. När skråväsendet upphörde 1846 öppnades möjligheter för fri etablering som hantverkare, men det skulle dröja till 1900-talets början innan några svenska kvinnor startade egen verksamhet inom smide. Märta af Ekenstam och Olga Lanner (1884–1961) var två av dessa pionjärer. Ekenstam finns representerad vid Nationalmuseum i Stockholm.